# Иосиф (фильм)
«Иосиф» (англ. Joseph) — телевизионный фильм, снятый режиссёром Роджером Янгом в 1995 году по заказу европейского медиа-концерна Kirch-Gruppe в рамках цикла телепрограмм, посвящённого экранизации библейских историй.

## Сюжет

### 1 серия
Египетский царедворец Потифар приобретает раба-еврея Иосифа. Сперва надсмотрщик Эднан пытается выбить из юноши его веру в Бога, однако со временем вельможа понимает, что молодой человек имеет особое благословение во всех делах и ставит его своим домоуправителем. 
Жена Потифара вожделеет связи с прекрасным юношей, однако Иосиф отказывает ей в этом. Тогда она клевещет на него своему мужу и требует смерти раба. Но Потифар не торопится с казнью Иосифа, так как знает об исключительной честности и преданности молодого человека. Тогда Иосиф рассказывает царедворцу свою историю.
Некогда его отец Иаков и его одиннадцать сыновей от четырёх жен остановились лагерем рядом с городом Сихемом. Скитальцам удалось договориться с правителем этой земли Еммором о постоянном проживании здесь. Однако, сын царя Сихем полюбил дочь Иакова Дину и во время праздника насильно овладел ею. Еммор признал это тяжким преступлением, но предложил выдать девушку за его сына. Иаков поставил условие — весь его народ должен совершить обрезание. Воспользовавшись болезнью жителей города, Симеон и Левий убивают их. Иакову срочно приходится бежать. В это время его любимая жена Рахиль рожает второго сына — Вениамина, и умирает.
Рувим спит с Валлой, женой Иакова, а другие сыновья нарушают его заповеди. Тогда отец провозглашает Иосифа своим наследником и даёт ему красивую одежду. Братья недовольны этим возвышением и однажды Симеон предлагает умертвить потенциального наследника. Однако, из-за отсутствия среди них согласия юношу просто бросают в колодец. Чтобы не убивать брата, Рувим предлагает продать Иосифа измаильтянам, которые отвозят его в Египет. Вернувшись в лагерь, братья сообщают отцу, что юношу растерзали хищные звери. Иаков приходит в отчаяние.
Затем Иосиф рассказывает Потифару о том, что действительно произошло между ним и его женой. Царедворец понимает, что его обманули, и ограничивается тем, что отправляет раба в тюрьму.

### 2 серия
В тюрьме Иосиф продолжает находиться под опекой Потифара, который поручает ему экономические вопросы. Однажды царедворец приводит к Иосифу бывших придворных — виночерпия и хлебодара, причём последний считает своё нахождение в одном помещении с рабом унизительным. Им обоим снятся сны, и юноша верно их истолковывает. Через некоторое время фараону Египта начинают сниться странные сны о семи тучных и худых коровах и о семи полных и сухих колосьях. Эти видения беспокоят фараона и виночерпий вспоминает об Иосифе. После некоторых колебаний, фараон соглашается на то, чтобы прибегнуть к услугам еврея. Иосиф толкует сны так, что сперва будет семь изобильных лет, а затем будет семь лет голода. Фараон спрашивает, что делать — и получает ответ, что следует поставить над землёй Египетской мудрого человека, который за семь изобильных лет сможет сделать запасы зерна. Выбор падает на Иосифа, который становится вторым человеком в стране. Фараон даёт ему в жены красавицу Асенаф, а Потифар назначает Эднана его помощником.
Наступают голодные годы. Неурожай возникает и в Ханаане, тогда сыновья Иакова предлагают отцу отправить их в Египет и купить там зерно. Иосиф быстро узнаёт прибывших к нему братьев, но не открывается им, а объявляет соглядатаями. Он приказывает оставить Симеона в заключении, а остальных отправляет домой — за младшим братом. Иаков в отчаянии, он не хочет и слышать о том, чтобы отправить Вениамина в Египет. Но после того, как запасы хлеба иссякли, решается на то, чтобы отправить младшего сына с прочими братьями. 
Иосиф устраивает для братьев пир, а ранним утром отправляет домой с мешками, нагруженными зерном. Внезапно их останавливает Эднан, который заявляет, что сыновья Иакова украли гадательную чашу его господина. Драгоценный сосуд находится в мешке Вениамина (на самом деле, его подложил туда сам Иосиф). Иосиф разрешает вернуться домой всем, кроме юноши, который должен стать его рабом. Братья хватаются за оружие, пытаясь защитить младшего сына Иакова. Тогда Иосиф открывается им.
По приглашению фараона Иаков со всеми своими потомками и домочадцами переселяется в плодородную землю Гесем. На границе Египта он встречается с сыном, которого много лет считал потерянным.
По библейской хронологии переселение семьи Иакова в Египет произошло в 1522 г. до н. э. (XVI век до н. э.)

## В ролях
- Пол Меркурио — Иосиф
- Бен Кингсли — Потифар
- Мартин Ландау — Иаков
- Лесли Энн Уоррен — жена Потифара
- Элис Крайдж — Рахиль
- Доминик Санда — Лия
- Уоррен Кларк — Эднан
- Моника Беллуччи — жена фараона
- Стефано Дионизи — фараон
- Валерия Кавалли — Асенаф
- Келли Миллер — Фамарь
- Глория Карлин — Валла
- Майкл Анджелис — Рувим
- Винченцо Николи — Симеон
- Колин Брюс — Левий
- Майкл Эттвелл — Иуда
- Давид Чинчис — Дан
- Родольфо Корсато — Неффалим
- Пит Ли-Уилсон — Гад
- Селва Расалингам — Асир
- Диего Вальраф — Иссахар
- Майкл Циммерман — Завулон
- Джэми Гловер — Вениамин
- Ринальдо Рокко — Иосиф в детстве
- Тимур Юсеф — Иосиф в младенчестве
- Палома Баэса — Дина
- Бретт Уоррен — Вениамин в детстве
- Анна Мадзотти — Зелфа
- Эндрю Кловер — Сихем
- Артур Браусс — Еммор
- Эрик П. Каспар — Бера
- Антон Александр — Хира
- Милтон Джонс — виночерпий
- Ренато Скарпа — хлебодар
- Питер Айр — визирь
- Тимоти Бейтсон — священник
- Надим Савалха — измаилит
- Джош Магуайр — Манассия
- Гэбриел Томсон — Ефрем
- Оливер Коттон — архитектор
- Анна Дзаппароли — служительница

## Награды
- 1995 премия «Эмми» в категории «лучший мини-сериал».
  - номинации на премию «Эмми» ещё в пяти категориях.
- 1995 номинация на премию «Writers Guild of America» за лучшую адаптацию сюжета.